# Aeroportul Internațional Simon Mwansa Kapwepwe
Aeroportul Internațional Simon Mwansa Kapwepwe (IATA: NLA, ICAO: FLSK) este un aeroport din Ndola, Provincia Copperbelt, Zambia ce deservește zona Ndola. A fost deschis în 1938 și numit după Simon Kapwepwe⁠(d).
Situat la o altitudine de 1.271 m, aeroportul dispune de 2 piste.

## Infrastructură

### Piste
Aeroportul dispune de 2 piste. Pista 10L/28R are suprafața de beton și dimensiunile 8.250 picioare × 45 m. Pista 10R/28L are suprafața de beton și dimensiunile 4.000 picioare × 22 m. 